# Scott Stevens
Pour les articles homonymes, voir Stevens.
Temple de la renommée : 2007
Ronald Scott Stevens (né le 1er avril 1964 à Kitchener en Ontario) est un joueur professionnel Canadien de hockey sur glace de la Ligue nationale de hockey. En 22 saisons dans la LNH, il a joué plus de 1 500 matchs dans sa carrière dans la LNH pour 908 points et il fait partie des cinq joueurs de l'histoire de la ligue avec le plus grand nombre de matchs. Il a joué tout le début de sa carrière pour les Capitals de Washington avant de jouer une saison avec les Blues de Saint-Louis. Il joue les treize dernières saisons de sa carrière avec les Devils du New Jersey, franchise qui retire son numéro, le #4, le soir du 3 février 2006,. Il est admis au temple de la renommée du hockey en 2007, dès sa première année d'éligibilité.

## Carrière

### Carrière en club

#### Ses années junior
Stevens grandit en Ontario et devient naturellement fan de l'équipe régionale de la LNH, les Maple Leafs de Toronto et de leur défenseur suédois, Börje Salming,. Il choisit donc très tôt d'occuper le poste de défenseur pour l'équipe de sa ville natale, les Rangers de Kitchener. Il passe toute sa jeunesse dans les catégories successives de l'équipe puis choisit comme école d'enseignement secondaire l'Eastwood Collegiate Institute. Il y joue pendant deux ans au football américain en tant que linebacker. Il joue alors aux côtés de Markus Koch, futur vainqueur du Super Bowl avec les Redskins de Washington lors de la douzième édition,.

#### Les débuts avec les Capitals
Stevens a été choisi par les Capitals de Washington au premier tour du repêchage d'entrée dans la LNH 1982 (5e choix au total). Ses capacités offensives et sa présence physique sur la glace ont séduit les recruteurs de la franchise.
En tant que junior, Stevens a joué au sein de l'équipe de Kitchener Rangers de la Ligue de hockey de l'Ontario où l'ensemble des entraîneurs de la ligue l'ont désigné comme le défenseur avec le plus de mises en échec.
Il a joué neuf saisons au sein des Capitals, accumulant les honneurs aussi bien personnels qu'en équipe. Les Capitals ayant pendant les années 1980 une culture défensive assez physique, il fut immergé dans une idéologie de défense costaude dès ses débuts.

#### Controverse avec Saint-Louis
Le 16 juillet 1990, Stevens est agent libre et les Blues de Saint-Louis lui font signer un contrat. Un an plus tard, les Blues font venir Brendan Shanahan des Devils du New Jersey. En échange, les Blues proposent le gardien de buts Curtis Joseph, l'attaquant Rod Brind'Amour et deux futurs choix de repêchage. Les Devils refusent et annoncent clairement la couleur : ils veulent Scott Stevens. Au cours d'une décision qui constitue une des causes de la grève de la saison 1994-1995 de la LNH, l'arbitrage décide d'accorder le transfert de Scott Stevens aux Devils.

#### Mr. Devil
Le 3 septembre 1991, Scott Stevens entre donc dans sa nouvelle franchise et très vite il devient le capitaine de l'équipe et le leader spirituel des joueurs.
Il gagne trois Coupes Stanley au cours des 13 saisons qu'il effectue au New Jersey. Il y gagne aussi une réputation de défenseur très solide n'hésitant pas à appliquer de belles mises en échec. Les nombreuses mises en échec qu'il distribue, dont celles appliquées au centre de la patinoire en zone défensive, contribuent à ce qu'il soit considéré comme le défenseur le plus robuste de sa génération.
Le 26 mai 2000, au cours du match numéro 7 de la finale de conférence contre les Flyers de Philadelphie, Eric Lindros intercepte une passe mal assurée de Scott Niedermayer mais ne relève pas les yeux. Il se prend alors une mise en échec par Scott Stevens et doit sortir sur blessure (blessure qui a failli marquer la fin de sa carrière).
La même année, il remporte le trophée Conn-Smythe en tant que joueur le plus important des séries éliminatoires.
Le 6 septembre 2005, après une saison sans jeu, il annonce sa retraite.
Son numéro 4 a été retiré le 3 février 2006 par les Devils (premier numéro retiré par les Devils) et le 12 novembre 2007, il est admis au Temple de la renommée du hockey en tant que joueur en compagnie de Ron Francis, Al MacInnis et Mark Messier.

## Vie privée
Son père, Larry Stevens, est un joueur de football canadien semi-professionnel. Stevens est le second de la fratrie de trois enfants qu'auront leurs parents. Les frères vont tous les trois jouer au hockey sur glace mais seul Scott va réellement percer : Geoff, le frère aîné ne percera jamais et sera pendant un temps recruteur pour les Devils alors que Mike, cadet de Scott d'un an, connaît une vingtaine de matchs dans la LNH mais surtout une belle carrière en Europe pour les Adler Mannheim.
Stevens rencontre sa femme, Donna, alors qu'il joue son hockey junior à Kitchener. Depuis, le couple a eu trois enfants : Kaitlin, Ryan et Kara.

## Statistiques

### Statistiques en club
| Saison     | Équipe                 | Ligue      |       | Saison régulière | Saison régulière | Saison régulière | Saison régulière | Saison régulière |    | Séries éliminatoires | Séries éliminatoires | Séries éliminatoires | Séries éliminatoires | Séries éliminatoires |
| Saison     | Équipe                 | Ligue      | PJ    | B                | A                | Pts              | Pun              | PJ               | B  | A                    | Pts                  | Pun                  |                      |                      |
| 1980-1981  | Rangers de Kitchener   | LHO-B      | 39    | 7                | 33               | 40               | 82               |                  |    |                      |                      |                      |                      |                      |
| 1980-1981  | Rangers de Kitchener   | LHO        | 1     | 0                | 0                | 0                | 0                |                  |    |                      |                      |                      |                      |                      |
| 1981-1982  | Rangers de Kitchener   | LHO        | 68    | 6                | 36               | 42               | 158              | 15               | 1  | 10                   | 11                   | 71                   |                      |                      |
| 1982-1983  | Capitals de Washington | LNH        | 77    | 9                | 16               | 25               | 195              | 4                | 1  | 0                    | 1                    | 26                   |                      |                      |
| 1983-1984  | Capitals de Washington | LNH        | 78    | 13               | 32               | 45               | 201              | 8                | 1  | 8                    | 9                    | 21                   |                      |                      |
| 1984-1985  | Capitals de Washington | LNH        | 80    | 21               | 44               | 65               | 221              | 5                | 0  | 1                    | 1                    | 20                   |                      |                      |
| 1985-1986  | Capitals de Washington | LNH        | 73    | 15               | 38               | 53               | 165              | 9                | 3  | 8                    | 11                   | 12                   |                      |                      |
| 1986-1987  | Capitals de Washington | LNH        | 77    | 10               | 51               | 61               | 283              | 7                | 0  | 5                    | 5                    | 19                   |                      |                      |
| 1987-1988  | Capitals de Washington | LNH        | 80    | 12               | 60               | 72               | 184              | 13               | 1  | 11                   | 12                   | 46                   |                      |                      |
| 1988-1989  | Capitals de Washington | LNH        | 80    | 7                | 61               | 68               | 225              | 6                | 1  | 4                    | 5                    | 11                   |                      |                      |
| 1989-1990  | Capitals de Washington | LNH        | 56    | 11               | 29               | 40               | 154              | 15               | 2  | 7                    | 9                    | 25                   |                      |                      |
| 1990-1991  | Blues de Saint-Louis   | LNH        | 78    | 5                | 44               | 49               | 150              | 13               | 0  | 3                    | 3                    | 36                   |                      |                      |
| 1991-1992  | Devils du New Jersey   | LNH        | 68    | 17               | 42               | 59               | 124              | 7                | 2  | 1                    | 3                    | 29                   |                      |                      |
| 1992-1993  | Devils du New Jersey   | LNH        | 81    | 12               | 45               | 57               | 120              | 5                | 2  | 2                    | 4                    | 10                   |                      |                      |
| 1993-1994  | Devils du New Jersey   | LNH        | 83    | 18               | 60               | 78               | 112              | 20               | 2  | 9                    | 11                   | 42                   |                      |                      |
| 1994-1995  | Devils du New Jersey   | LNH        | 48    | 2                | 20               | 22               | 56               | 20               | 1  | 7                    | 8                    | 24                   |                      |                      |
| 1995-1996  | Devils du New Jersey   | LNH        | 82    | 5                | 23               | 28               | 100              |                  |    |                      |                      |                      |                      |                      |
| 1996-1997  | Devils du New Jersey   | LNH        | 79    | 5                | 19               | 24               | 70               | 10               | 0  | 4                    | 4                    | 2                    |                      |                      |
| 1997-1998  | Devils du New Jersey   | LNH        | 80    | 4                | 22               | 26               | 80               | 6                | 1  | 0                    | 1                    | 8                    |                      |                      |
| 1998-1999  | Devils du New Jersey   | LNH        | 75    | 5                | 22               | 27               | 64               | 7                | 2  | 1                    | 3                    | 10                   |                      |                      |
| 1999-2000  | Devils du New Jersey   | LNH        | 78    | 8                | 21               | 29               | 103              | 23               | 3  | 8                    | 11                   | 6                    |                      |                      |
| 2000-2001  | Devils du New Jersey   | LNH        | 81    | 9                | 22               | 31               | 71               | 25               | 1  | 7                    | 8                    | 37                   |                      |                      |
| 2001-2002  | Devils du New Jersey   | LNH        | 82    | 1                | 16               | 17               | 44               | 6                | 0  | 0                    | 0                    | 4                    |                      |                      |
| 2002-2003  | Devils du New Jersey   | LNH        | 81    | 4                | 16               | 20               | 41               | 24               | 3  | 6                    | 9                    | 14                   |                      |                      |
| 2003-2004  | Devils du New Jersey   | LNH        | 38    | 3                | 9                | 12               | 22               |                  |    |                      |                      |                      |                      |                      |
| Totaux LNH | Totaux LNH             | Totaux LNH | 1 635 | 196              | 712              | 908              | 2 785            | 233              | 26 | 92                   | 118                  | 402                  |                      |                      |

### Statistiques en équipe nationale
| Année | Équipe | Compétition          |    | PJ | B | A | Pts | Pun                |  | Résultat |
| 1983  | Canada | Championnat du monde | 10 | 0  | 2 | 2 | 8   | Médaille de bronze |  |          |
| 1985  | Canada | Championnat du monde | 8  | 1  | 2 | 3 | 6   | Médaille d'argent  |  |          |
| 1987  | Canada | Championnat du monde | 2  | 0  | 1 | 1 | 2   | Quatrième place    |  |          |
| 1989  | Canada | Championnat du monde | 7  | 2  | 1 | 3 | 2   | Médaille d'argent  |  |          |
| 1991  | Canada | Coupe Canada         | 8  | 1  | 0 | 1 | 4   | Médaille d'or      |  |          |
| 1996  | Canada | Coupe du monde       | 8  | 0  | 2 | 2 | 4   | Défaite en finale  |  |          |
| 1998  | Canada | Jeux olympiques      | 6  | 0  | 0 | 0 | 2   | Quatrième place    |  |          |

## Trophées et honneurs personnels

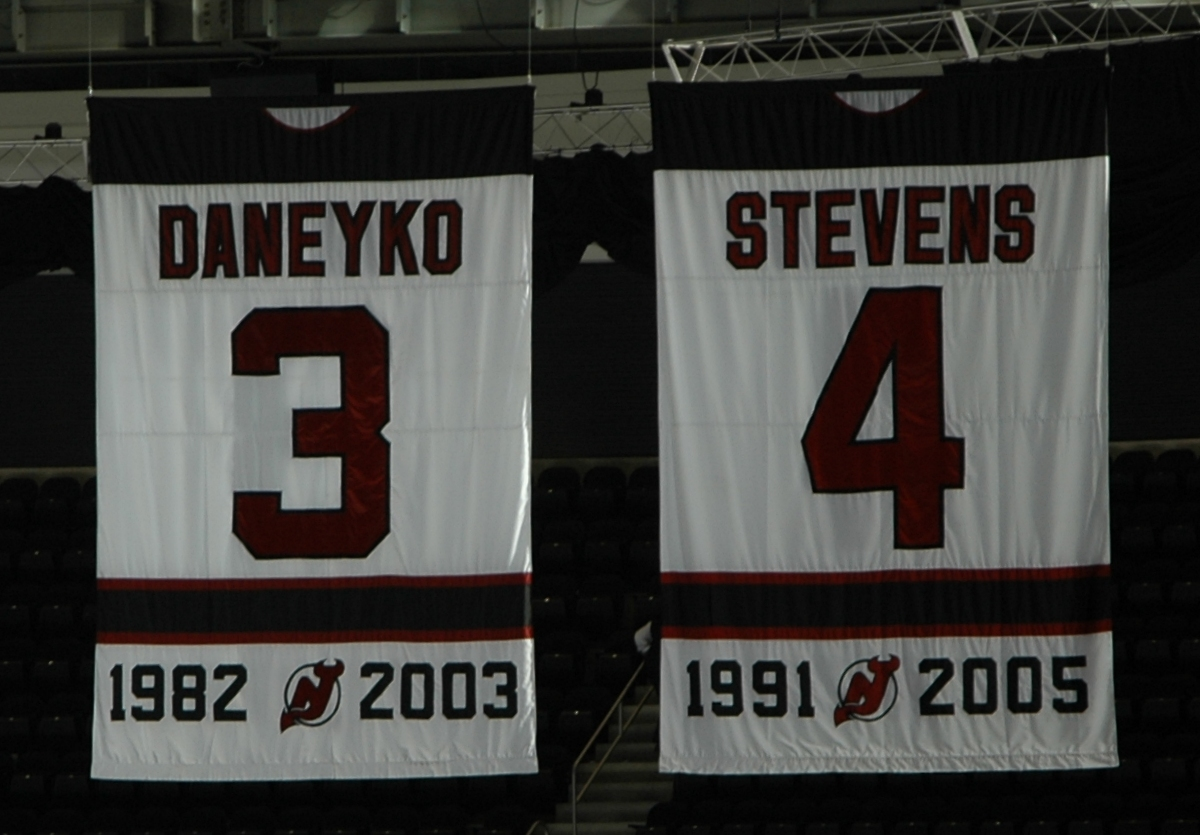
Les répliques des maillots de Ken Daneyko et de Stevens.

### Honneurs de la LNH
- Sélectionné dans l'équipe des recrues de la ligue : 1983.
- Sélectionné dans la première équipe de la ligue : 1988, 1994.
- Sélectionné dans la seconde équipe de la ligue : 1992, 1997, 2001.
- A joué le Match des étoiles de la ligue : 1985, 1989, 1991, 1992, 1993, 1994, 1996, 1997, 1998, 1999, 2000, 2001, 2003.
- Meilleur ratio +/- de la ligue : 1994.
- Coupe Stanley avec les Devils du New Jersey : 1995, 2000 et 2003.
- Trophée Conn-Smythe : 2000.
- Nommé parmi les 100 plus grands joueurs de la LNH à l'occasion du centenaire de la ligue[15] : 2017

### Honneurs des Devils
- Meilleur joueur selon les joueurs (Devils’ Players’ Player award) : 1992, 1993 et 1994.
- Meilleur joueur (Most Valuable Devil) : 1994.